# 田中茂穂 (生物学者)
田中 茂穂（たなか しげほ、1878年8月16日 - 1974年12月24日）は、日本の魚類学者であり、東京帝国大学の動物学の教授である。「近代魚類分類学の父」として知られる。魚類やサメに関する多くの論文を発表し、著名なアメリカ人科学者であるデイビッド・スター・ジョーダンおよびジョン・オターバイン・スナイダーとともに日本の魚類に関する書籍(Jordan, Tanaka & Snyder 1913)を共著し、一般性の高い地方名に基づく標準和名を提唱した。財団法人板垣会顧問。

## 来歴
- 1878年、高知県土佐郡上街水通町で生まれる。
- 1897年、高知県尋常中学校（現・高知県立高知追手前高等学校）を卒業。第一高等学校へ進学[6]。
- 1901年、 第一高等学校を卒業[2]。東京帝国大学理学部動物学科に入学[1]。
- 1904年 同大学理科大学動物学科を卒業[7]。
- 1926年より1927年までスタンフォード大学に留学する[8]。
- 1931年、東京帝国大学理学博士。論文の題は「On the distribution of fishes in Japanese waters （日本に生活する魚類の分布に就て）」[9]。
- 1938年、同大学教授ならびに同大学三崎臨海実験所長となる[1]。
- 1940年、定年退官[1]。
- 1974年、逝去。

## 著書
研究論文を約300編、書籍は50冊に及ぶ著作を行っている。
- Jordan, D. S.; Tanaka, S.; Snyder, J. O. (1913). A catalogue of the fishes of Japan.. J. of Coll. Sci. Imp. Univ. Tokyo.. 33 article 1. Imp. Univ. Tokyo. pp. 1-497. OCLC 6350895
- 日本産魚類図説 1911年。